# 溫基夫齊
49°1′59″N 27°14′1″E / 49.03306°N 27.23361°E

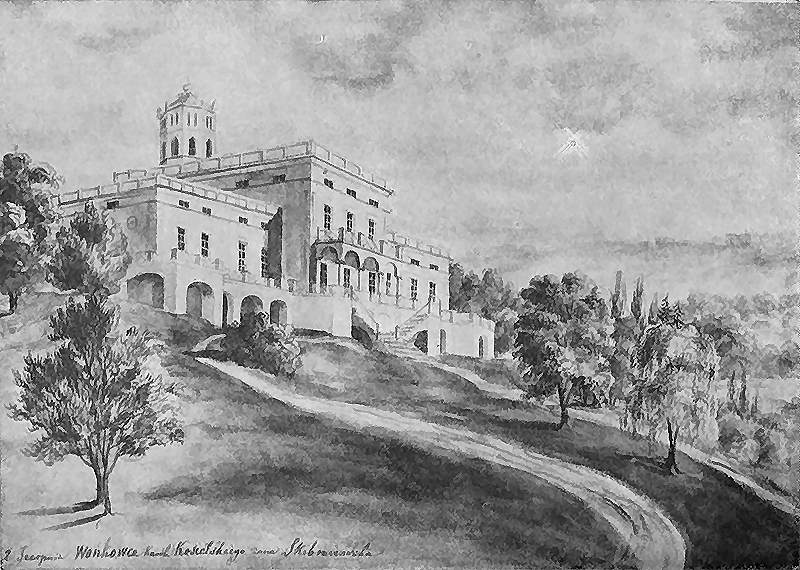
绘于1870年代的建筑风景

溫基夫齊（烏克蘭語：Віньківці），又按俄语名译为维尼科夫齐，是烏克蘭西部赫梅利尼茨基州赫梅利尼茨基區温基夫齐市镇内的市級鎮及其行政中心。曾是原溫基夫齊區的区府。始建於1493年，面積11.45平方公里，海拔高度290米，2011年人口6,473，人口密度每平方公里565.3人。